# X-1 (総合格闘技)
X-1（エックス-ワン）は、日本のプロレス団体だったWJプロレスが主催した総合格闘技大会。
2003年9月6日、神奈川県横浜市の横浜文化体育館で開催された。

## 大会概要
プロレス団体の主催であるが、ルールは総合格闘技ルールである。ブライアン・ジョンストン、マサ斎藤、長州力が大会をプロデュースした。試合場は6.5メートル四方のリングに高さ約180cmの四角形の金網（ケイジ）を設置したものが使用された。
試合時間を3分3ラウンド（第8試合のみタイトルマッチとして3分5ラウンド）と非常に短く設定し、膠着状態には10秒程度でブレイクをかけてイエローカードを提示し、カード3枚で失格となる等、アグレッシブさを強調させるルールとなった。
15歳での総合格闘技デビュー戦となる中嶋勝彦の対戦相手として、当初はリキッド・ロブが予定されていたが、ロブの負傷のため対戦相手がジェイソン・"ゴールデンボーイ"・レイに変更された。
ファイトマネーとは別に、勝利者賞およびKO賞が用意された。

## 背景
当時、総合格闘技イベント「PRIDE」や「K-1」が人気を博していたことを背景に、興行の不振に悩んでいたWJプロレスが打開策として開催した興行である。WJプロレスの永島勝司専務取締役は、いずれ回を重ねて東京ドームで開催できるようなビッグイベントに育てる意向だったという。
しかし、観客は5割の入りで空席が目立ち、内容的にもイベント中に金網が外れたり、総合格闘技に慣れないレフェリーが不手際を見せるなど、運営に関する問題点もいくつか存在した。こうした不手際や、出場した選手も無名でレベルが低かったことなどが酷評を受け、大会は1度のみの開催で失敗に終わった。
永島勝司は失敗の理由を、格闘技のノウハウがないにもかかわらず、ジョンストンからマサ斎藤に話を持ちかけられたのが5月で、準備期間が4ヶ月しかなかったことを挙げている。興行的な失敗のみならず、プロデューサーの立場にありながら、金網が外れた時に起きた失笑に腹を立て一言もコメントを残さず会場を後にした長州力の態度に、準備不足のまま出場した佐々木健介は激怒し、団体内に禍根を残すことにもなった。

## 試合結果
第1試合 X-1ルール 3分3R
○  ジム・チョンボン・キクチ vs.  デヴィッド・ヴェラスケス ×
1R 1:06 TKO（レフェリーストップ：右ストレート→パウンド）
第2試合 X-1ルール 3分3R
○  ジェフ・フォード vs.  フィリップ・プリース ×
1R 2:58 TKO（レフェリーストップ：パウンド）
第3試合 X-1ルール 3分3R
○  ダニエル・ピューダー vs.  ジェイ・マコーン ×
3R終了 判定3-0（29-28、29-28、29-28）
第4試合 X-1ルール 3分3R
○  ジミー・ウェストフォール vs.  アダム・"バーノン"・グェラ ×
1R 1:33 TKO（タオル投入：パウンド）
第5試合 X-1ルール 3分3R
○  ジョン・フィッチ vs.  ゲイブ・ガルシア ×
1R 2:41 TKO（レフェリーストップ：パウンド）
第6試合 X-1ルール 3分3R
○  中嶋勝彦 vs.  ジェイソン・"ゴールデンボーイ"・レイ ×
1R 1:25 TKO（レフェリーストップ：左フック→パウンド）
第7試合 X-1ルール 3分3R
○  佐々木健介 vs.  クリスチャン・ウェリッシュ ×
1R 2:35 フロントネックロック
第8試合 X-1インターコンチネンタル王者決定戦 3分5R
○  ボビー・サウスワース vs.  ブライアン・パードー ×
2R 0:41 TKO（レフェリーストップ：マウントパンチ）
※サウスワースが王座獲得に成功。
第9試合 X-1ルール 3分3R
○  ダン・ボビッシュ vs.  ベイシル・キャストー ×
1R 1:33 TKO（タオル投入：パウンド）